# Termodynamisk beta

Skala för omvandling av temperatur/köld enligt SI: Temperaturer på Kelvinskalan visas i blått (Celsiusskalan i grönt, Fahrenheitskalan i rött), köldvärden i gigabyte per nanojoule visas i svart. Oändlig temperatur (noll köld) visas högst upp i diagrammet; positiva värden för köld/temperatur till höger, negativa till vänster.

Inom statistisk termodynamik är termodynamisk beta, även känd som köld, det reciproka värdet av ett systems termodynamiska temperatur:{\displaystyle \beta ={\frac {1}{k_{\rm {B}}T}}} (där T är temperaturen och kB är Boltzmanns konstant).[
Termodynamisk beta har dimensionen invers energi (i SI-enheter, invers joule, {\displaystyle [\beta ]={\textrm {J}}^{-1}}). I icke-termiska enheter kan den också mätas i byte per joule, eller mer bekvämt, i gigabyte per nanojoule; 1 K−1 motsvarar ungefär 13 062 gigabyte per nanojoule; vid rumstemperatur: T = 300 K, är β ≈ 44 GB/nJ ≈ 39 eV−1 ≈ 2,4 ⋅ 1020 J−1. Omvandlingsfaktorn är: 1 GB/nJ = {\displaystyle 8\ln 2\times 10^{18}} J−1.

## Beskrivning
Termodynamisk beta är i grunden kopplingen mellan informationsteori och statistisk mekanik och tolkar ett fysiskt system genom dess entropi och termodynamik relaterat till dess energi. Den uttrycker entropins respons på en ökning av energi. Om en liten mängd energi tillförs ett system, beskriver β graden av systemets randomisering.
Genom den statistiska definitionen av temperatur som en funktion av entropi, kan köldfunktionen beräknas i den mikrokanoniska ensemblen med formeln
{\displaystyle \beta ={\frac {1}{k_{\rm {B}}T}}={\frac {1}{k_{\rm {B}}}}\left({\frac {\partial S}{\partial E}}\right)_{V,N}}
(d.v.s. den partiella derivatan av entropin S med avseende på energin E vid konstant volym V och partikelantal N).

### Fördelar
Även om β är konceptuellt helt ekvivalent med temperatur, anses den generellt vara en mer fundamental storhet än temperatur på grund av fenomenet med negativ temperatur, där β är kontinuerlig när den passerar genom noll, medan T har en singularitet.
Dessutom har β fördelen att dess orsakssamband är lättare att förstå: om en liten mängd värme tillförs ett system, representerar β ökningen i entropi dividerat med ökningen i värme. Temperatur är svår att tolka på samma sätt, eftersom det inte är möjligt att "lägga till entropi" till ett system annat än indirekt, genom att ändra andra storheter som temperatur, volym eller partikelantal.

## Statistisk tolkning
Ur ett statistiskt perspektiv är β en numerisk storhet som relaterar två makroskopiska system i jämvikt. Den exakta formuleringen är som följer. Betrakta två system, 1 och 2, i termisk kontakt, med respektive energier E1 och E2. Antag att E1 + E2 = en konstant E. Antalet mikrotillstånd för varje system betecknas Ω1 och Ω2. Under våra antaganden beror Ωi endast på Ei. Vi antar också att varje mikrotillstånd i system 1 som är kompatibelt med E1 kan samexistera med varje mikrotillstånd i system 2 som är kompatibelt med E2. Därmed är antalet mikrotillstånd för det kombinerade systemet
{\displaystyle \Omega =\Omega _{1}(E_{1})\Omega _{2}(E_{2})=\Omega _{1}(E_{1})\Omega _{2}(E-E_{1}).}
Vi kommer att härleda β från det grundläggande postulatet inom statistisk mekanik:
När det kombinerade systemet uppnår jämvikt, maximeras antalet Ω.
(Med andra ord, systemet strävar naturligt mot det maximala antalet mikrotillstånd.) Följaktligen, vid jämvikt:
{\displaystyle {\frac {d}{dE_{1}}}\Omega =\Omega _{2}(E_{2}){\frac {d}{dE_{1}}}\Omega _{1}(E_{1})+\Omega _{1}(E_{1}){\frac {d}{dE_{2}}}\Omega _{2}(E_{2})\cdot {\frac {dE_{2}}{dE_{1}}}=0.}
Men E1 + E2 = E implicerar
{\displaystyle {\frac {dE_{2}}{dE_{1}}}=-1.}
Så
{\displaystyle \Omega _{2}(E_{2}){\frac {d}{dE_{1}}}\Omega _{1}(E_{1})-\Omega _{1}(E_{1}){\frac {d}{dE_{2}}}\Omega _{2}(E_{2})=0}
d.v.s.
{\displaystyle {\frac {d}{dE_{1}}}\ln \Omega _{1}={\frac {d}{dE_{2}}}\ln \Omega _{2}\quad {\mbox{vid jämvikt.}}}
Ovanstående relation motiverar definitionen av β:
{\displaystyle \beta ={\frac {d\ln \Omega }{dE}}.}

## Koppling mellan statistisk och termodynamisk tolkning
När två system är i jämvikt har de samma termodynamiska temperatur T. Därför är det intuitivt att förvänta sig att β (definierad via mikrotillstånd) på något sätt är relaterad till T. Denna koppling tillhandahålls av Boltzmanns entropiformel, skriven som
{\displaystyle S=k_{\rm {B}}\ln \Omega ,}
där kB är Boltzmanns konstant, S är den klassiska termodynamiska entropin, och Ω är antalet mikrotillstånd. Alltså,
{\displaystyle d\ln \Omega ={\frac {1}{k_{\rm {B}}}}dS.}
Genom att substituera detta i definitionen av β från den statistiska definitionen ovan, får vi
{\displaystyle \beta ={\frac {1}{k_{\rm {B}}}}{\frac {dS}{dE}}.}
Jämför man med den termodynamiska formeln
{\displaystyle {\frac {dS}{dE}}={\frac {1}{T}},}
får vi
{\displaystyle \beta ={\frac {1}{k_{\rm {B}}T}}={\frac {1}{\tau }}}
där {\displaystyle \tau } kallas systemets fundamental-temperatur och har dimensionen energi.

## Historia
Termodynamisk beta introducerades ursprungligen 1971 (som Kältefunktion, "köldfunktion") av Ingo Müller, en av förespråkarna för tankeskolan rationell termodynamik, baserat på tidigare förslag om en "reciprok temperatur"-funktion.